# Lucky Star (manga)
Lucky ☆ Star (らき☆すた, Raki☆Suta) là một manga của tác giả Yoshimizu Kagami. Được xuất bản bởi Kadokawa Shoten từ tháng 1 năm 2004.
Vào tháng 8 năm 2005 drama CD dựa trên series được phát hành. Tháng 12 năm 2005 cũng ra đời một video game mang tên Lucky Star Moe Drill.

## Cốt truyện
Câu truyện xoay quanh cuộc sống bình thường của Izumi Konata một cô gái Nhật Bản theo học trường trung học phổ thông Ryoo. Konata giỏi thể thao và thông minh nhưng cũng là một Otaku. Konata luôn dành hầu hết thời gian để đọc manga, xem anime và chơi game. Cô chỉ chịu học khi sắp đến kì kiểm tra.

## Các nhân vật chính

### Izumi Konata
Izumi Konata (泉 こなた)
- Lồng tiếng bởi: Hirohashi Ryō (drama CD), Hirano Aya (anime)

Konata Izumi là một Otaku rất chuẩn về mặt đam mê cuồng nhiệt về manga, anime và game. Nhưng cô bé cũng là một người năng động, hoạt bát và có nhiều bạn bè. Konata mất mẹ sớm và sống cùng người cha.

### Hiiragi Kagami
Hiiragi Kagami (柊 かがみ)
- Lồng tiếng bởi: Koshimizu Ami (drama CD), Kato Emiri (anime)

Kagami là một cô gái học lực giỏi, luôn phải dìu dắt đứa em sinh đôi ngây thơ, và luôn bị Konata mượn tập để "chép bài". Kagami là người duy nhất trong bộ 4 học khác lớp, nhưng cô luôn qua lớp của Konata và em gái mình để trò chuyện.

### Hiiragi Tsukasa
Hiiragi Tsukasa (柊 つかさ)
- Lồng tiếng bởi: Nakahara Mai (drama CD), Kaori Fukuhara (anime)

Tsukasa là em gái của Kagami, là một người lười biếng và học lực kém, Cô luôn đặt mục tiêu mỗi khi học tập nhưng không bao giờ thành công.

### Takara Miyuki
Takara Miyuki (高良 みゆき)
- Lồng tiếng bởi: Nakayama Erina (drama CD), Endo Aya (anime)

Miyuki xuất thân từ một gia đình thượng lưu, cô là một người hiền lành, cận thị, đảm đang và luôn giải đáp những thắc mắc tưởng chừng như rất khó đối với nhóm bạn Konata.